# Capitalismo corporativo
En el ámbito de la economía y las ciencias sociales el término capitalismo corporativo se utiliza para describir un mercado capitalista caracterizado por estar dominado por corporaciones burocráticas jerárquicas, las cuales se encuentran requeridas desde un punto de vista legal a buscar obtener ganancias.

El capitalismo corporativo ha sido criticado por la cantidad de poder e influencia que las corporaciones y los grandes grupos de intereses de negocios tienen sobre las políticas del gobierno, incluidas las políticas de las agencias reguladoras y su influencia en las campañas políticas. Muchos especialistas en temas sociales han criticado a las corporaciones por no actuar en favor de los intereses de las personas, y su existencia pareciera ir en contra de los principios de una democracia, que supone que existen relaciones con igual cuota de poder entre los individuos que forman una sociedad.
Thomas Jefferson, uno de los fundadores del sistema democrático en Estados Unidos, expresó

"Tengo esperanza que aplastaremos ... en su nacimiento a la aristocracia de nuestras corporaciones monetarias, que han comenzado a desafiar a nuestro gobierno en una lucha de poder y desafío a las leyes de nuestra nación".

Franklin D. Roosevelt, en un mensaje al Congreso del 29 de abril de 1938, advirtió sobre el crecimiento del poder privado que puede conducir al fascismo: 

la libertad de una democracia no está a salvo si la gente tolera el crecimiento del poder en manos privadas hasta el punto de que se convierte en algo más fuerte que el propio estado democrático. Eso, en esencia, es el fascismo - la propiedad del estado por parte de un individuo, de un grupo, o de cualquier otro que controle el poder privado.[...] Las estadísticas del Bureau of Internal Revenue muestran en 1935 las siguientes cifras sorprendentes: "Propiedad de los bienes corporativos: De entre todas las corporaciones de la nación, un décimo de un 1% de ellas eran propietarias del 52% del total de los bienes en manos de todas las corporaciones."

Dwight D. Eisenhower criticó la idea de la confluencia del poder corporativo y el fascismo de facto, sin embargo llamó la atención sobre la "conjunción de un inmenso conglomerado militar y una gran industria de armamento" en su discurso de despedida a la nación en 1961, y enfatizó "la necesidad de mantener balance en y entre los programas nacionales -- balance entre la economía privada y pública, balance entre el costo y la expectativa de ventajas."